# Gabrielona sulcifera
Gabrielona sulcifera is een slakkensoort uit de familie van de Phasianellidae. De wetenschappelijke naam van de soort is voor het eerst geldig gepubliceerd in 1973 door Robertson.